# Rygor Baradoelin

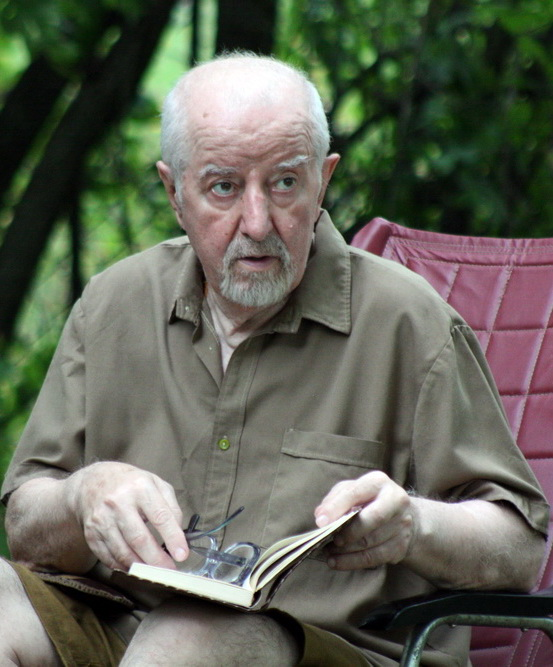
Rygor Baradoelin

Rygor Ivanavitsj Baradoelin (Wit-Russisch: Рыго́р Іва́навіч Бараду́лін) (Verasovka, 24 februari 1935 – 2 maart 2014) was een Wit-Russisch dichter, essayist en vertaler.

## Biografie
Baradoelin werd geboren op 24 februari 1935 als zoon van Ivan en Koelina Baradoelin. Na het voltooien van de middelbare school ging hij in 1954 naar de Wit-Russische Staatsuniversiteit in Minsk, waar hij in 1959 afstudeerde.
Hij werkte als redacteur voor verschillende periodieken, waaronder een krant (Sovjetskaja Belarossija – Belaroes' Segodnija) en enkele tijdschriften (onder meer Byarozka en  Polymya). Ook werkte hij bij enkele uitgeverijen. Hij was lid van de Wit-Russische Schrijversunie en het Wit-Russisch PAN-centrum (waarvan hij van 1990-1999 president was), onderdeel van de centrumrechtse BNF-partij.

## Werken
Baradoelin was in 1992 de laatste Wit-Rus die onderscheiden werd met de titel 'Dichter van het Volk'. Daarnaast ontving hij enkele andere onderscheidingen voor gedichtenbundels en vertalingen. Zijn eerste publicaties dateren uit 1953. Zijn eerste gedichtenbundel, "Maladzik nad stepam", verscheen in 1959. In totaal publiceerde Baradoeling ongeveer 70 gedichtenbundels (inclusief gedichten voor kinderen, satirische en humoristische poëzie). Veel van zijn gedichten zijn op muziek gezet. In 2006 werd hij voorgedragen voor de Nobelprijs voor de Literatuur met zijn bundel "Ksty".
- Bibliothèque nationale de France: cb12128498m (data)
- Gemeinsame Normdatei: 119538113
- International Standard Name Identifier: 0000 0001 0871 409X
- Library of Congress Control Number: n81147053
- Nationale Bibliotheek van Letland: 000129996
- Bibliotheek van het Japanse parlement: 01102296
- Nationale Bibliotheek van Tsjechië: ola2002151542
- Nederlandse Thesaurus van Auteursnamen: 123541034
- Système universitaire de documentation: 143808206
- Virtual International Authority File: 13120240
- WorldCat: E39PBJy4cFDCgC3pDBDcY9RHYP